# Sandro Viletta
Sandro Viletta (Valbella, 23 de enero de 1986) es un deportista suizo que compitió en esquí alpino; campeón olímpico en Sochi 2014.
Participó en dos Juegos Olímpicos de Invierno, en los años 2010 y 2014, obteniendo una medalla de oro en Sochi 2014, en la prueba de supercombinada. En la Copa del Mundo consiguió una victoria y un podio en total.

## Palmarés internacional
| Juegos Olímpicos | Juegos Olímpicos | Juegos Olímpicos | Juegos Olímpicos |
| Año              | Lugar            | Medalla          | Prueba           |
| ---------------- | ---------------- | ---------------- | ---------------- |
| 2014             | Sochi (Rusia)    | Medalla de oro   | Supercomobinada  |